# Ivan Rakitić
Ivan Rakitić (Rheinfelden, 10 de março de 1988), é um ex-futebolista croata nascido na Suíça que atuava como meio-campista. Atualmente é assistente do diretor esportivo do Hajduk Split.

## Clubes

### Basel
Já que havia nascido na Suíça, Ivan iniciou a carreira no Basel, onde ingressou nas Categorias de Base já aos seus oito anos de idade.
No clube suíço, Ivan estreou no dia 28 de setembro de 2005, aos 17 anos, quando sua equipe enfrentou o NK Široki Brijeg pela Copa da UEFA de 2005–06. Contudo, só marcou seu primeiro gol na temporada seguinte, quando o Basel derrotou o FC St. Gallen por 2 a 1 em outubro de 2006.
Após grandes jogos na temporada, Ivan conquistou o prêmio de Melhor Jogador Jovem da Liga Suíça ao fim do Campeonato.
Nessa mesma época, o jogador alcançou seu primeiro destaque em solo europeu. Em 47 partidas, o jogador marcou 11 gols e venceu o título da Copa da Suíça quando derrotou o FC Luzern por 1 a 0 na decisão.
Esse foi seu único título em solo suíço, mas foi o suficiente para garantir seu espaço em outras tradicionais equipes em demais Ligas Europeias. Ele deixou o Basel após 49 partidas e com 11 gols marcados.

### Schalke 04
Após sua grande temporada no Basel, Ivan assinou com o Schalke 04, que tinha no elenco alguns futuros astros do futebol como Mesut Özil, Rafinha e Manuel Neuer, por quatro temporadas em 22 de junho de 2007. Sua chegada veio para substituir o brasileiro Lincoln, que havia sido vendido ao Galatasaray anteriormente por 5 milhões de euros.
Na Alemanha, o, até então, defensor da Suíça Sub-21, estreou na Bundesliga marcando um gol diante o Stuttgart, no empate contra o time em 2 a 2. Futuramente, na 5ª rodada, o atleta marcou um tento diante o Bayern de Munique e realizou um sonho de infância: marcar um gol no lendário goleiro alemão Oliver Kahn.
Rakitić terminou a época fazendo três gols e distribuindo 10 assistências, ajudando sua equipe a garantir a terceira colocação na Bundesliga.

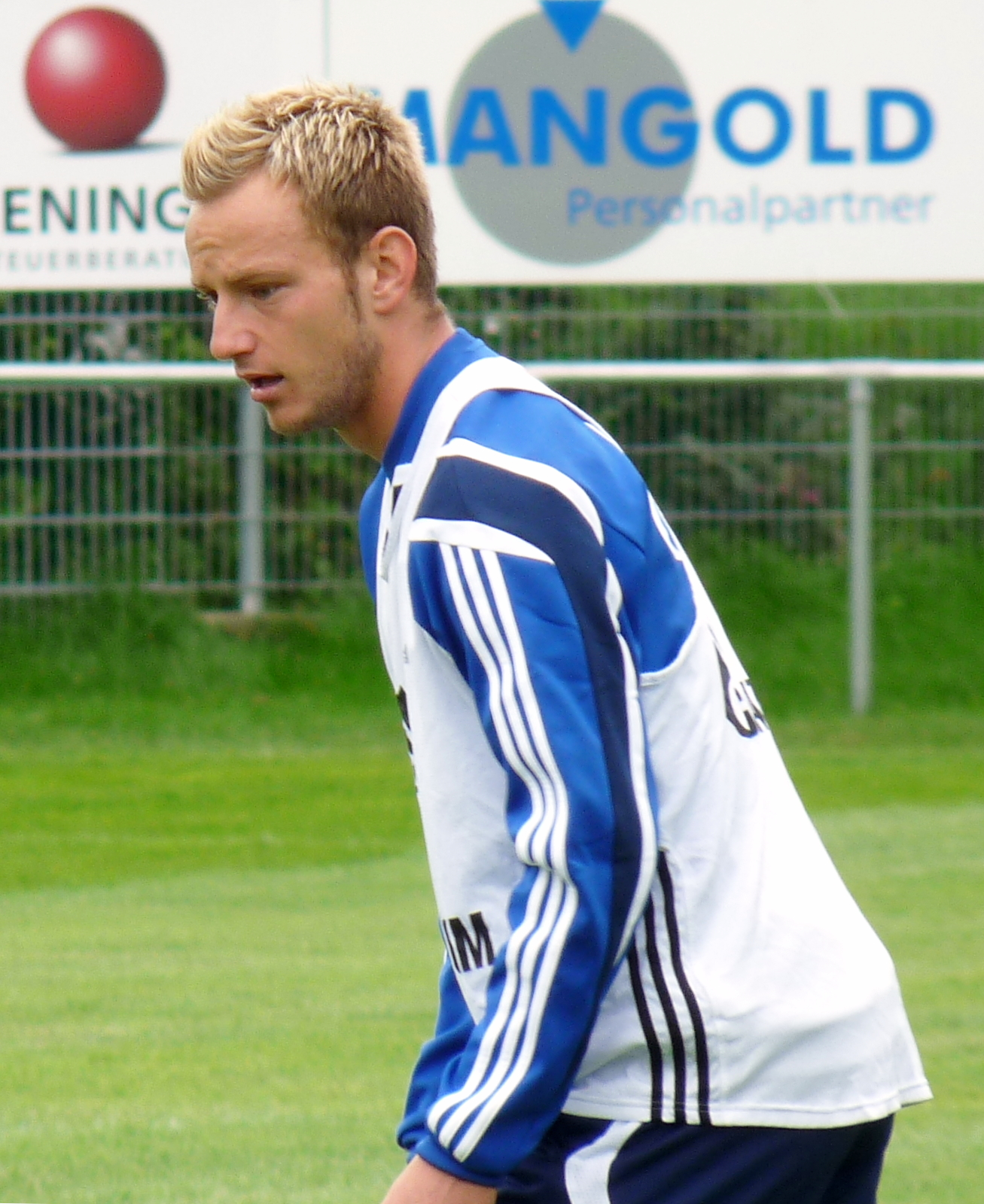
Ivan Rakitić em 2010.

Contudo, ao começar sua temporada nova, Ivan sofreu com três mudanças no comando da equipe. O atleta também passou a ser utilizado em outras posições do meio de campo com muita frequência, não conseguindo mantê-las por conta das tais trocas de treinadores.
O desempenho do Schalke foi modesto, a oitava colocação na Bundesliga fez com que o time só se preocupasse com competições nacionais durante a seguinte temporada. Os jogos de Ivan seguiram o exemplo da moderada época: 1 gol e 7 assistências.
Durante a época 2009–10, Ivan foi comandado por Felix Magath. Com ele, o jogador passou a desempenhar funções mais defensivas, firmando-se como um verdadeiro meio-campista. Com ele, o jogador alternou entre partidas de meia-atacante e médio central, e pôde contribuir com 7 gols em 29 partidas na Bundesliga que a equipe ficou com o vice-campeonato.
Na temporada seguinte, Rakitić ficou somente até a metade. Contudo, foi o suficiente para que ele conseguisse contribuir com 2 gols e 5 assistências em todos os jogos da Temporada. Ele começou o momento perdendo a Supercopa da Alemanha de 2010, mas terminou a época com seu único título em solo alemão: a Copa da Alemanha. 

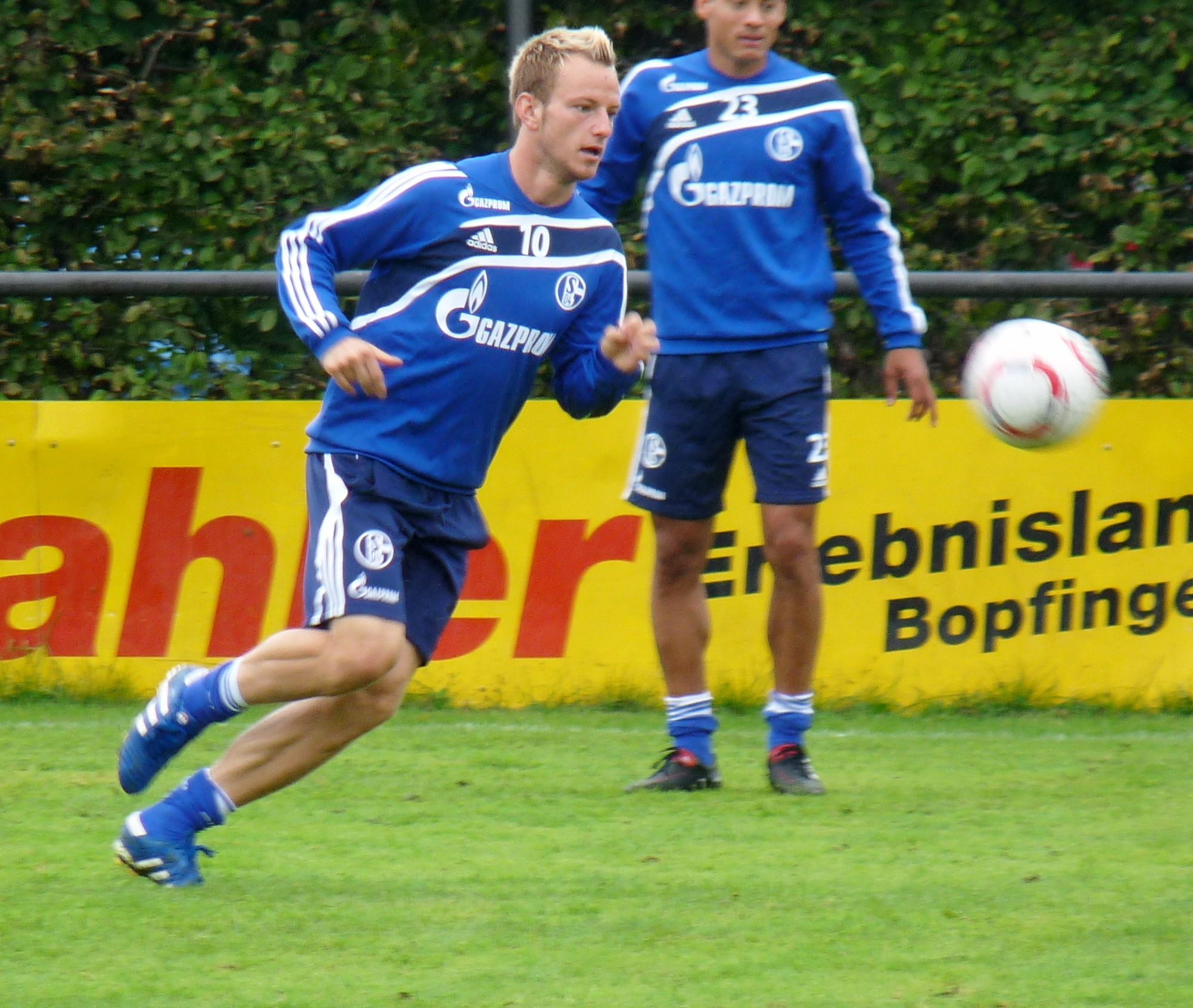
Rakitić treinando pelo Schalke 04 em 2010.

Apesar do troféu, o jogador não esteve em campo na decisão, pois assinou com outra equipe do futebol espanhol. Futuramente, o jogador falou sobre seus anos em solo alemão:
| “                               | A Bundesliga sempre foi algo muito especial para mim. Sempre a acompanhei quando era criança e depois joguei lá por três anos. Minha passagem pelo Schalke foi especial. Veremos se volto novamente. Tem que funcionar para todos os lados. | ” |
| — Ivan, sobre possível retorno. | |   |

O contrato do atleta se encerraria em junho daquele ano, como não os dirigentes conseguiram acordar uma renovação, decidiram, então, vendê-lo. Ivan Rakitić deixou o time após 135 jogos, 16 gols e 29 assistências.

### Sevilla

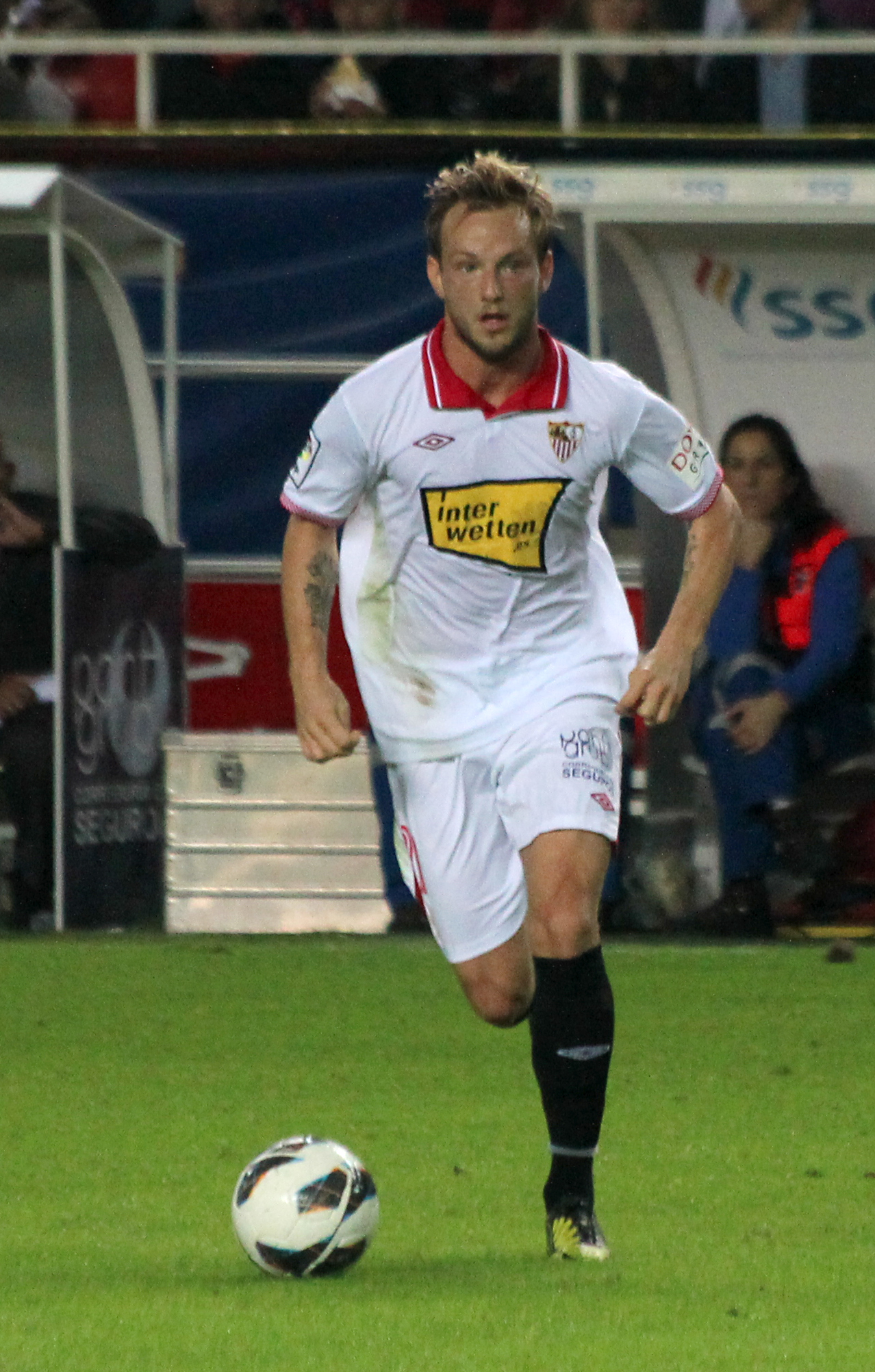
Ivan em 2012.

Em 27 de janeiro de 2011, o jogador assinou com o Sevilla, onde foi apresentado juntamente com o zagueiro chileno Gary Medel.
| “                                                          | Já era tarde e meu irmão recebeu uma ligação de um representante de um grande clube da Europa. Ele sabia que eu havia deixado o Schalke e estava em Sevilha para assinar um novo contrato. Perguntou se poderia enviar um avião para me tirar de lá e fecharmos negócio. Meu irmão me consultou, afinal eu estava inseguro. | ” |
| — Rakitić sobre chegar na Espanha e assinar com o Sevilla. | |   |

Sua estreia foi modesta. Fez 5 gols em 16 jogos, mas foi a partir de sua segunda época que ele demonstrou ser um meio-campista de classe mundial.
Na segunda temporada, Ivan concentrou-se nas competições nacionais, já que o clube não obteve vaga para competições europeias, e pôde contribuir com 11 gols e 12 assistências em 41 partidas. Apesar da modesta campanha na La Liga, o croata teve impacto positivo na campanha semifinalista do Sevilla na Copa do Rei.

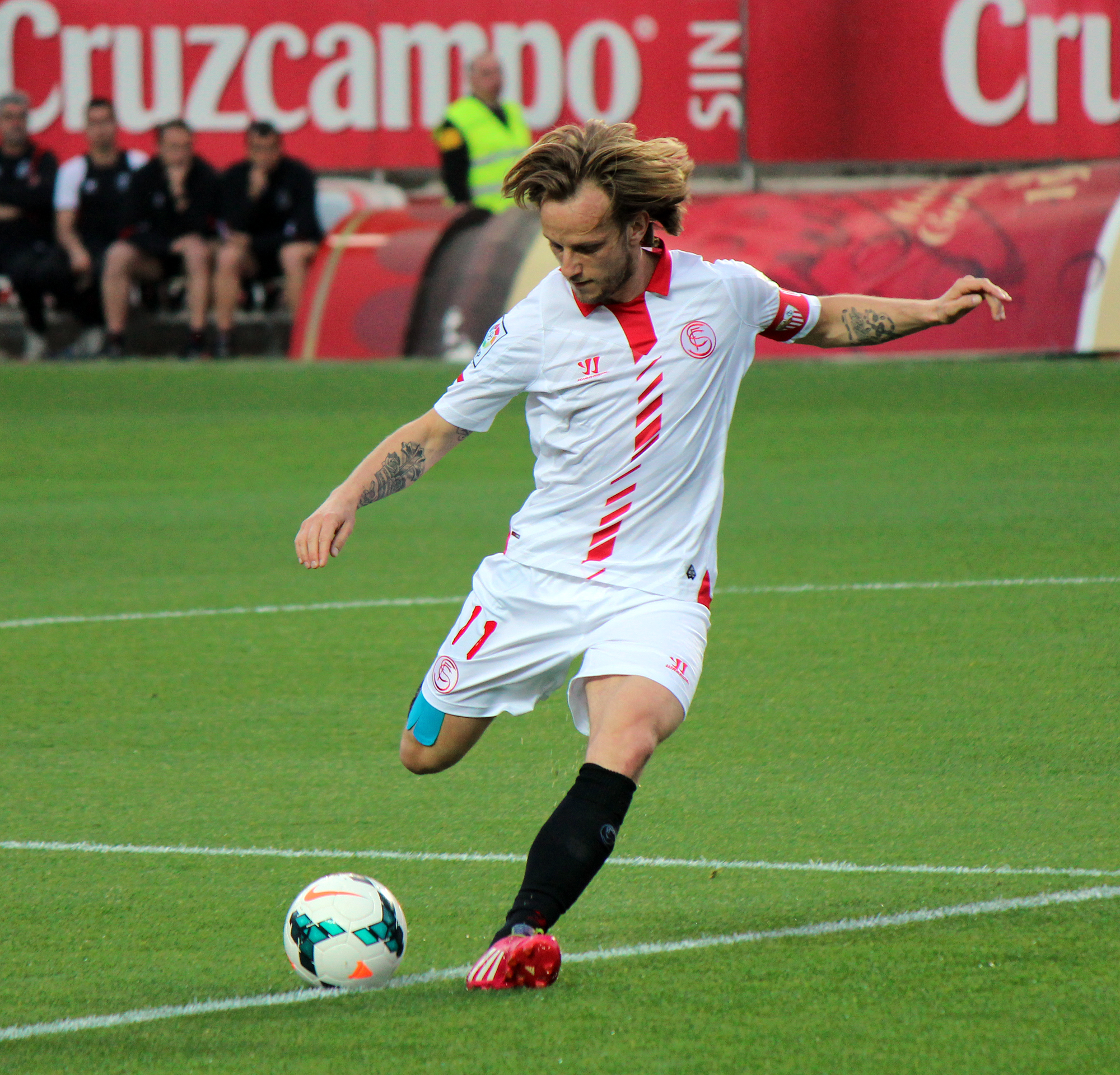
Ivan pelo Sevilla em 2014.

Na Copa, o atleta marcou 3 gols em 8 jogos, tendo mantido o sonho vivo do time de jogar a final da Competição, pois marcou um gol aos 90 minutos contra o Atlético de Madrid. No entanto, o jogo terminou e o placar agregado de 4 a 3 foi positivo para o clube de Madrid.
Na temporada 2013–14, o jogador conseguiu fazer sua temporada mais goleadora. Marcou 12 gols e deu 10 assistências para seus companheiros na equipe somente na La Liga. O atleta fizera 15 gols ao todo, sendo um dos jogadores mais importantes na campanha do Título do Sevilla diante o Benfica na final da Liga Europa da UEFA de 2013–14.
No clube, tornou-se o capitão em julho de 2013, após saída de Andrés Palop, Álvaro Negredo e Jesús Navas. Com isso, Ivan tornou-se o primeiro capitão estrangeiro do Sevilla desde Diego Maradona. 

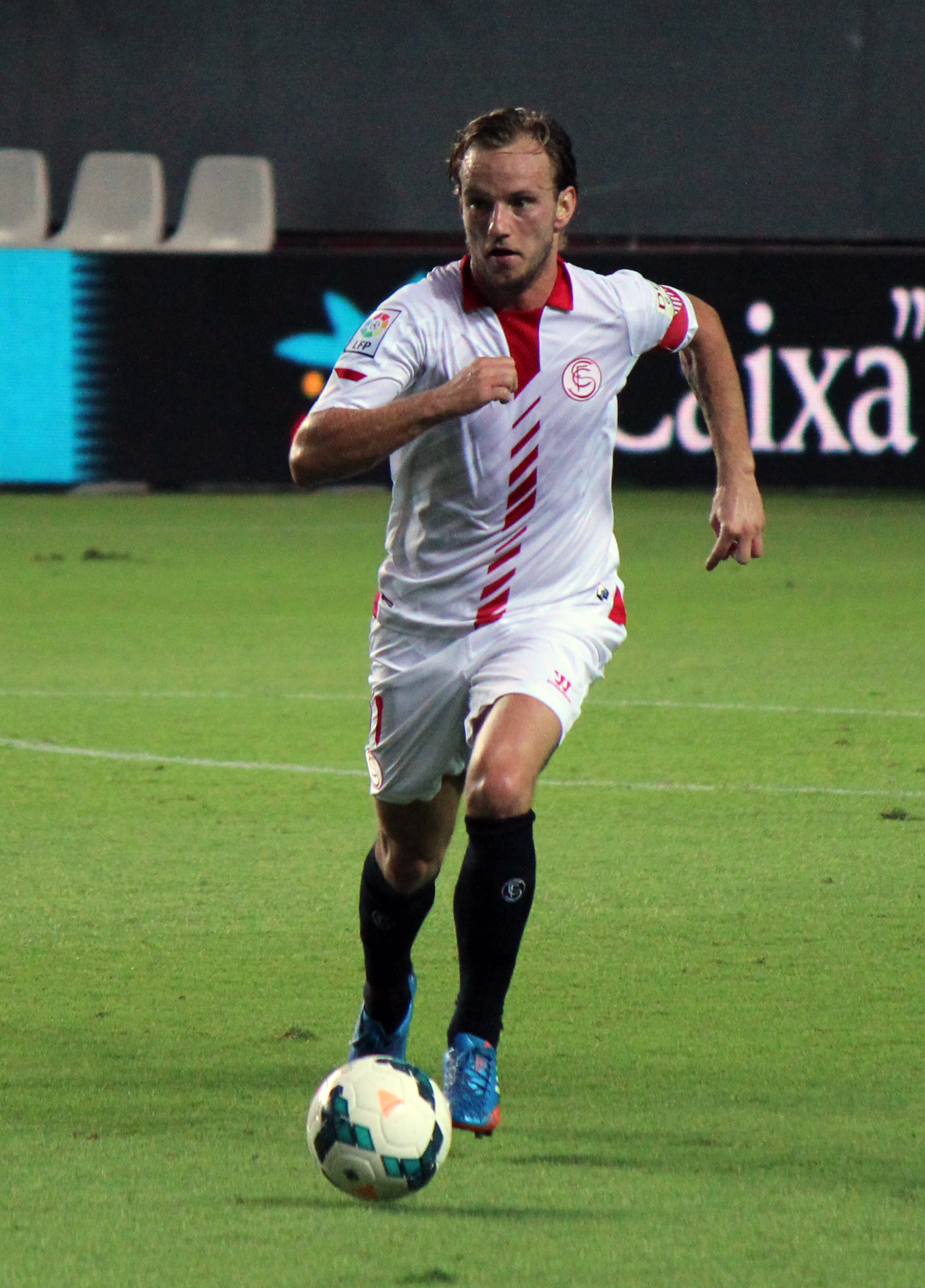
Ivan como capitão do Sevilla.

Liderar um time espanhol tão popular fez com que o jogador ficasse impressionado com sua trajetória, pois também se inspirava futebolisticamente com Robert Prosinečki, um ex-jogador alemão, de origem croata, que defendeu três times espanhóis: Real Madrid, Barcelona e Sevilla.
Ele conquistou somente um troféu com o Sevilla, mas não deixou de vencer alguns prêmios individuais. Na sua passagem em Sevilha, o croata foi considerado o Melhor Jogador da Final da Liga Europa; esteve na Equipe Ideal do mesmo Torneio e venceu o Prêmio Juego Limpio da La Liga nessa mesma temporada.
Sua grande temporada fez com que os três principais clubes da Espanha desejassem o jogador. Mas o atleta optou por estar no clube da Catalunha, pois lá haveria um espaço deixado por Xavi, que deixaria o clube após décadas.
Em sua despedida, o jogador recebeu uma declaração do presidente do Sevilla, Pepe Castro, dizendo que o jogador era um "ídolo" da equipe, mesmo com "apenas 149 jogos". Ivan, que estava chorando, comentara:
| “                                                   | Minha filha é sócia e vou conseguir um cartão para toda a minha família, inclusive para mim, porque saio como jogador do Sevilla . Na Supercopa da Europa também visto minha camisa, o lenço da menina e minha esposa. também usa alguma coisa." do Sevilla, para ver tudo junto. [...] Não sabia que isto, que é muito especial, ia ser tão doloroso. [...] Espero que seja até mais tarde, não um adeus. | ” |
| — Ivan Rakitić, emocionado, sobre a saída do clube. | |   |

Ivan deixou o Sevilla após 149 jogos, 32 gols marcados e outras 42 assistências feitas para seus colegas de equipe.

### Barcelona

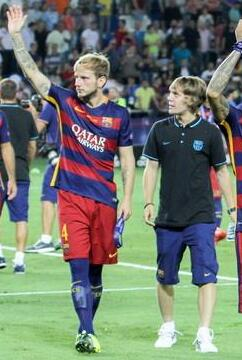
Ivan e Alen, seu "apadrinhado", na Final da Supercopa da UEFA de 2015.

Em 16 de junho de 2014 foi contratado pelo Barcelona por cinco temporadas.
Dentro do clube, Ivan encontrou-se com uma jovem promessa corata. Alen Halilović havia sido contratado apenas alguns meses antes dele, e foi função do mais velho, com 27 anos naquele momento, "apadrinhar" o compatriota de 18 anos. Apesar disso, a estadia do debutante no futebol espanhol foi curta, e logo Ivan ficou sendo o único jogador de nacionalidade croata no grupo.
Em sua primeira temporada com o Barça, o jogador contemplou um dos melhores momentos da equipe Catalã. Com um elenco liderado pelo Trio MSN (Messi, Suárez e Neymar), os Culés puderam comemorar os três principais títulos europeus naquela temporada (La Liga, Copa do Rei e Liga dos Campeões).

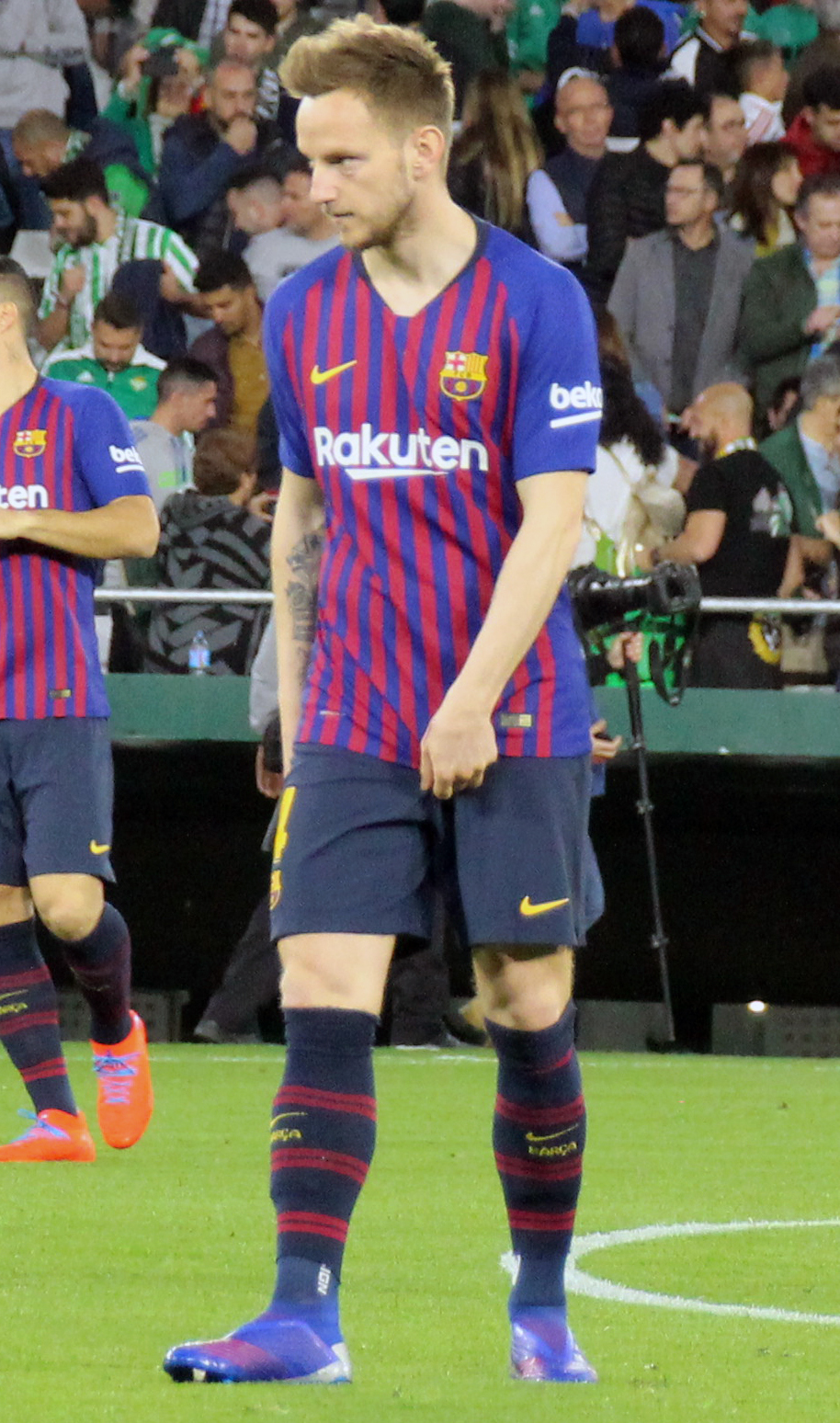
Rakitić em 2019.

Rakitić ganhou a titularidade rápido e conseguiu marcar gols em todas as competições do clube. Em especial, o meio-campista foi um dos responsáveis por balançar as redes, pela primeira vez no jogo, diante a Juventus na Final da Liga dos Campeões da UEFA de 2014–15. Seu desempenho individual foi tamanho que ele foi um dos 23 indicados ao prêmio FIFA Ballon d'Or de 2015.  Também recebeu o prêmio de melhor jogador croata de 2015.
A partir daí, Rakitić participou de vários títulos históricos pelo time da Catalunha, incluindo mais três Campeonatos Espanhóis, três Copas do Rei, duas Supercopas da Espanha, uma Supercopa da UEFA e um Mundial de Clubes.
Apesar de ter estado em campo em alguns grandes jogos do time, como a virada histórica de 6 a 1 diante o PSG, Ivan também teve de sofrer outras grandes reviravoltas da bola em sua passagem. O jogador viu as viradas de Roma e Liverpool nos jogos de volta das quartas de 2018, e semifinais de 2019, respectivamente. Além de ter sofrido, agora fora do banco de reservas, com a goleada do Bayern por 8 a 2 no ano de 2020.

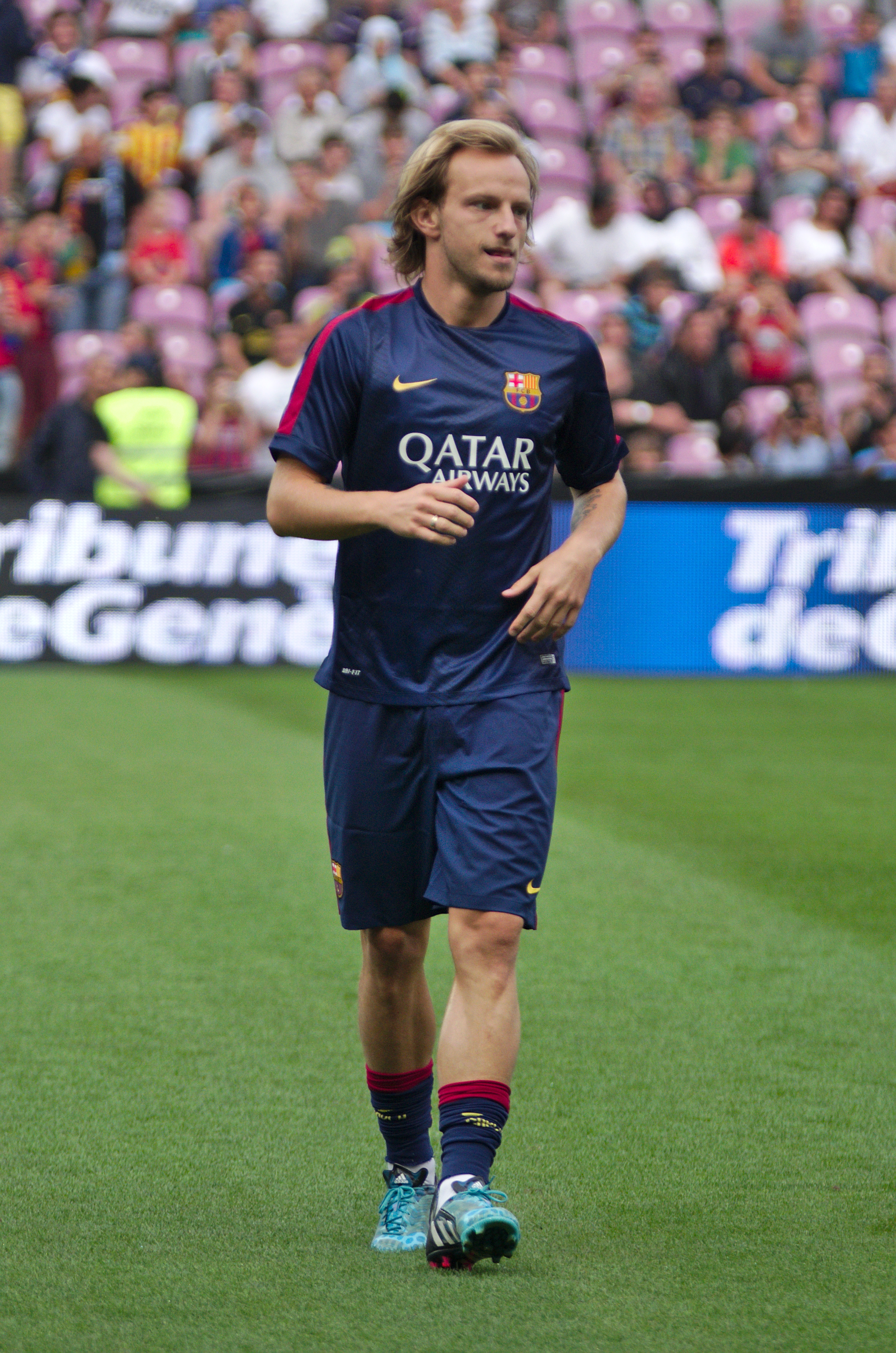
Rakitić se tornou o jogador croata com mais partidas pelo Barcelona. Também se tornou o europeu (excluindo os espanhóis) com mais jogos.

O jogador teve a honra de ser o capitão da equipe em 3 oportunidades. Mas foi perdendo espaço após a chegada de Ronald Koeman ao comando do time Culé. Ivan teve de deixar a equipe em agosto de 2020 tornando-se o quatro estrangeiro com mais jogos pelo Barcelona.
O atleta tinha a opção de ser vendido, mas o Sevilla não aceitou pagar o valor de transferências exigidos pela equipe da Catalunha. Com isso, o croata teve de rescindir o seu contrato após as equipes entrarem em um determinado acordo.
Após 311 partidas, 30 gols e 40 assistências, Ivan deixou o clube prometendo não comemorar gols diante a equipe de Barcelona. Seu tempo no clube foi longevo, em seis temporadas o meio-campista garantiu 13 troféus e marcou época como futebolista croata no esquadrão grená.

### Retorno ao Sevilla
Em 1 de setembro de 2020, Rakitić assinou um contrato de quatro anos pelo Sevilla, retornando ao clube após seis anos por um valor de  €1.5 milhões.
Sua estreia no retorno com a equipe aconteceu exatamente na final da Supercopa da UEFA de 2020. Por coincidência, Ivan havia saído do time a primeira vez sem ter a oportunidade de disputar a competição. No entanto, o clube foi derrotado pelo Bayern na grande decisão.
Continuando sua passagem ao longo das temporadas, o croata reeditou alguns de seus feitos. Na edição de 2022–23 da Europa League, o atleta novamente garantiu sua equipe na final da competição e pôde reconquistar o troféu Continental. Na edição seguinte da Supercopa, o time novamente foi superado. Dessa vez, nas penalidades, o adversário vencedor foi o Manchester City de Pep Guardiola.
Na sua reta final de La Liga 2023–24, o capitão da equipe esteve presente em uma campanha muito irregular da equipe. A equipe lutava contra o rebaixamento até a virada do ano, onde Ivan decidiu deixar o clube para rumar à Arabia Saudita. Em nota, o camisa 10 explicou sua mudança:
| “                                                     | Entendi que a ideia do novo treinador não é igual à minha. Minha ideia era voltar e ficar aqui até o último dia da minha carreira como jogador, mas eu nunca me permitiria ficar sentado, fazer cara feia. | ” |
| — Iavn sobre a saída do clube na metade da temporada. | |   |

Ele deixou a equipe em meio a uma homenagem da equipe em suas redes sociais. Rakitić concluiu sua passagem realizando 323 jogos, marcando 51 gols e 61 assistências. Com tantas partidas, o capitão tornou-se o atleta estrangeiro com mais jogos na história da equipe espanhola.

### Al Shabab
Em 30 de janeiro de 2024, o Sevilla anunciou que Rakitić iria transferir-se para o Al-Shabab, clube da Liga Profissional Saudita. Ivan estreou com o Al Shabab no dia 16 de fevereiro de 2024. Na ocasião, marcou um gol diante o Damac FC na vitória simples de sua equipe por 1 a 0.
Na última época ele fez um golo e uma assistência em oito jogos pelo Al Shabab.

### Hajduk Split
Em 20 de julho de 2024, Rakitić anunciou sua saída do Al-Shabab, ingressando Hajduk Split da Croácia em uma transferência gratuita. O clube divulgou um comunicado oficial sobre a transferência de Rakitić em 21 de julho.

## Seleção Nacional
Atuou nas categorias inferiores pela Seleção Suíça mas em 2007 optou por defender a Seleção Croata ao ser convencido pelo então treinador desta, Slaven Bilić. Esta decisão gerou inconformismo de alguns suíços causando constrangimentos a sua família, em meio ao ambiente político de então, dominado pelo Partido Popular Suíço. Estreou pela Seleção Croata principal em 8 de setembro de 2007 em partida contra a Estônia válida pelas Qualificações para a Euro de 2008.
Já disputou a Eurocopa de 2008, de 2012, de 2016 e a Copa do Mundo FIFA de 2014 e 2018.

## Títulos
FC Basel
- Copa da Suíça: 2006–07

Schalke 04
- Copa da Alemanha: 2010–11

Sevilla
- Liga Europa da UEFA: 2013–14, 2022–23

Barcelona
- Campeonato Espanhol: 2014–15, 2015–16, 2017–18, 2018–19
- Copa do Rei: 2014–15, 2015–16, 2016–17, 2017–18
- Supercopa da Espanha: 2016, 2018
- Liga dos Campeões da UEFA: 2014–15
- Supercopa da UEFA: 2015
- Mundial de Clubes da FIFA: 2015[59]
- International Champions Cup: 2017
- Troféu Joan Gamper: 2017,  2018
- Supercopa da Catalunha: 2014, 2017

### Prêmios individuais
- Melhor Jogador Jovem da Superliga Suíça: 2005–07
- Jogador do mês da La Liga: janeiro de 2014
- Futebolista Croata do Ano: 2015[32]
- Melhor em Campo na Final da Liga Europa da UEFA: 2013–14[6]
- Equipe da Temporada da Liga Europa da UEFA: 2013–14, 2022–23
- Equipe da Temporada da Liga dos Campeões da UEFA: 2014–15
- Prêmio Fair Play da La Liga: 2013–14
- Equipe da Temporada da La Liga: 2013–14, 2014–15
- 25º Colocado na premiação da Ballon d'Or 2015
- 34º melhor jogador do ano de 2016 (The Guardian)[60]
- 38º melhor jogador do ano de 2016 (Marca)[61]
- Gol do mês da La Liga: novembro de 2023